# Schinopsis balansae
Schinopsis balansae är en sumakväxtart som beskrevs av Adolf Engler. Schinopsis balansae ingår i släktet Schinopsis och familjen sumakväxter. IUCN kategoriserar arten globalt som livskraftig. Inga underarter finns listade i Catalogue of Life.